# Russange
Russange là một xã trong vùng Grand Est, thuộc tỉnh Moselle, quận Thionville-Ouest, tổng Fontoy. Tọa độ địa lý của xã là 49° 28' vĩ độ bắc, 05° 57' kinh độ đông. Russange nằm trên độ cao trung bình là m mét trên mực nước biển, có điểm thấp nhất là 294 mét và điểm cao nhất là 415 mét. Xã có diện tích 3,46 km², dân số vào thời điểm 1999 là 1068 người; mật độ dân số là 308 người/km².

## Thông tin nhân khẩu
| 1962  | 1968  | 1975  | 1982  | 1990  | 1999  |
| ----- | ----- | ----- | ----- | ----- | ----- |
| 1 108 | 1 163 | 1 128 | 1 036 | 1 026 | 1 068 |